# V flower
v flower（ブイフラワ）は、ガイノイドから発売されているVOCALOIDのひとつ。ダウンロード版が2014年5月9日、パッケージ版が7月16日に発売された。

## 概要
ロックに特化した強力で中性的な声を持つ女声ボーカロイドであり、スローテンポのロックに用いる控えめな女性のトーンと、よりハイテンポなロック向けの重い音を兼ね備えている。音声提供者は非公表。2014年4月17日に公開されたHoneyWorksの曲「イノコリ先生」でデビューした。
ライブラリのダウンロード版は2014年5月9日にリリースされ、パッケージ版は同年7月16日に発売された。
また、2021年8月には、v flowerを用いて作曲されたChinozo作曲の「グッバイ宣言」が、それまでYouTubeのボカロ曲の中で再生回数がもっとも多かったハチ（米津玄師）の「砂の惑星」を抜いて、VOCALOID楽曲再生回数トップとなった。 これに対し、歌手のSouは、VOCALOIDを使用しながらボカロ感が強すぎないとの良さを挙げている。
その他、バルーン作曲の「シャルル」、かいりきベア作曲の「ベノム」、てにをは作曲の「ヴィラン」、ぬゆり作曲の「ロウワー」などに使われており、いずれもYouTubeにて2000万回以上の再生数を誇る。

### v4 flower
2015年7月16日、ガイノイドはVOCALOID4に対応した新音源「v4 flower」を発売した。 新たに「グロウル」機能を追加し、その他全体的な改善が行われている。VOCALOID M@STER 32にて先行販売が行われた。
また、2017年12月01日にv4 flowerのボイス素材を販売。全部入りパックには約300ほどのボイス素材が入っている。購入方法はダウンロードのみ。お試し版は無料で手に入る。

### ガイノイドTalk flower
2020年4月3日にはテキスト読み上げソフト「ガイノイドTalk flower」が発売された。エンジンにはVOICEROIDと同じAITalkが使用されている。公式サイトで実際に体験が可能。
2025年3月31日にガイノイドTalk版が販売終了することに伴い、既に購入しているユーザー向けに同年3月3日よりA.I.VOICE版が配布された。

### Ci flower
2020年7月23日には、「CeVIO AI」による新たなソングライブラリを同年第3四半期より発売することが発表されたが、その後続報のないまま2021年1月にはTwitter担当者が降板し、後に最上部に固定されていた制作発表時のツイートも削除されるなど、一時は開発中止も疑われていた。ところが2022年4月14日、「Ci flower」の製品名で発売されることが発表され、4月29日のニコニコ超会議2022の超絵師展でおぐちによるキャラクタービジュアルが公開された。販売はインクストゥエンターが行い、ガイノイドはキャラクターのライセンス提供のみを行っている。ダウンロード版は2023年3月10日、パッケージ版は同月31日発売。2024年3月10日には、VoiSona版が発売された。

## キャラクター
公式ウェブサイトによれば、flowerはクーデレの女の子である。銀色の髪と紫色の瞳が特徴。VOCALOID3版のデザインはHoneyWorksのサポートメンバー「ろこる」によるもので、その原案を元に同ユニットのイラストレーター「ヤマコ」がパッケージイラストを描いている。
v4 flowerのデザイン原案は△○□×（みわしいば）によるファンアートであり、VOCALOID3版の「ショタ」バージョンとして短髪で描かれた。flowerの公式Twitterアカウントでは、新しいv4のデザインはflowerの短髪バージョンであり、V3版は同じキャラクターの長髪バージョンであると説明した。ちなみにどちらでも性格は変わらない。ガイノイドTalk版のデザインも引き続き△○□×が担当している。